# Wereldkampioenschap voetbal 2022 (kwartfinale) Marokko - Portugal
De wedstrijd tussen Marokko en Portugal in de kwartfinales van het wereldkampioenschap voetbal 2022 werd op 10 december 2022 gespeeld in het Al Thumamastadion te Doha. Het duel was de derde wedstrijd van de kwartfinales van het toernooi.
Marokko scoorde via Youssef En-Nesyri in de 42e minuut de 1–0, wat tevens eindstand werd. Marokko plaatste zich zo als eerste Afrikaanse land voor de halve finales van een WK voetbal.

## Voorafgaand aan de wedstrijd
- Portugal is de nummer 9 van de wereld, Marokko de nummer 22.
- Marokko en Portugal werden beiden groepswinnaar in hun poule.
- Marokko staat voor het haar eerste keer in een kwartfinale van een WK.

## Wedstrijddetails
| Datum                | 10 december 2022        | 10 december 2022        |
| Wedstrijdnummer      | 59                      | 59                      |
| Stadion              | Al Thumamastadion, Doha | Al Thumamastadion, Doha |
| Toeschouwers         | 44.198                  | 44.198                  |
| Scheidsrechter       | Facundo Tello           | Facundo Tello           |
| Man van de wedstrijd | Yassine Bounou          | Yassine Bounou          |

| Marokko | 1 – 0                | Portugal |
| Youssef En-Nesyri 42' (Yahia Attiyat Allah ) | doelpunten (assists) | |
| Walid Regragui | bondscoach           | Fernando Santos |
| Yassine Bounou Achraf Hakimi Jawad El Yamiq Romain Saïss 57' Yahia Attiyat Allah Azzedine Ounahi Hakim Ziyech ( 57') 82' Selim Amallah 65' Sofyan Amrabat ( 82') Sofiane Boufal 82' Youssef En-Nesyri 65' | opstellingen         | Diogo Costa 79' Diogo Dalot Pepe 51' Raphaël Guerreiro Rúben Dias Bernardo Silva Bruno Fernandes 69' Otávio 51' Rúben Neves 69' Gonçalo Ramos João Félix |
| Achraf Dari 57' Walid Cheddira 65' Badr Benoun 65' Zakaria Aboukhlal 82' Yahya Jabrane 82' | wissels              | 51' João Cancelo 51' Cristiano Ronaldo 69' Vitinha 69' Rafael Leão 79' Ricardo Horta                                                                     |
| Achraf Dari 70' Walid Cheddira 90+1' | gele kaarten         | 87' Vitinha |
| Walid Cheddira 90+3' | rode kaarten         | |